# Lady Leshurr
Melesha O'Garro, (Kingshurst, 15 de dezembro de 1988) mais conhecida por seu nome artístico Lady Leshurr, é uma rapper, cantora e produtora nascida na Inglaterra. É mais conhecida pela sua série de freestyles "Queen's Speech", o quarto tornou-se viral em 2016. A competidora da segunda temporada de The Rap Game, Nia Kay afirmou que Leshurr foi uma de suas influências por conta de sua única e original habilidade de fazer Rap. Seu freestyle, Queen's Speech 5, foi chamado de "brilhante" pela revista Spin.